# Roland XP-30
De Roland XP-30 is een digitale synthesizer die door Roland van 1999 tot 2002 werd gemaakt. 

## Mogelijkheden en ontwerp
De XP-30 is een 64-stemmige synthesizer met uitbreidingsmogelijkheid die werd geïntroduceerd in 1999. De klankbron is gebaseerd op de befaamde JV-serie synthesizers uit de jaren 90 met PCM subtractieve synthese. De XP-30 bevat een 32 bit RISC-processor en een relatief grote klankencollectie (tot wel 2078 klanken wanneer deze volledig is uitgebreid). Het heeft een semi-gewogen klavier met 61 toetsen met vastgeplakte metalen gewichten. Er is een arpeggiator ingebouwd met meerdere patronen die getimed kunnen worden door een externe MIDI-klok (via bijv. een sequencer of drummachine) en er zijn negen ingebouwde drumkits. De XP-30 kan worden uitgebreid met maximaal twee SR-JV80 uitbreidingskaarten.
- Vier schuifknoppen voor controle van envelope, toonvolumes en 4 toewijsbare parameters
- Een To Host-aansluiting om de synthesizer op een computer aan te sluiten, als alternatief voor een MIDI-interface
- Twee regels met 40 karakters verlicht lcd-scherm
- Grote draaiknop voor het selecteren van klanken en parameters
- Sleuf voor een geheugenkaart om zelfgemaakte klanken op te slaan

### Geheugen
De XP-30 heeft standaard 640 patches (Rolands naam voor afzonderlijke klanken) en 766 patches op de ingebouwde Session, Orchestral en Techno uitbreidingskaarten. Hierbij zijn er in totaal 1406 klanken beschikbaar. Daarnaast is er plaats voor maximaal twee SR-JV80 uitbreidingskaarten. In totaal zijn er 21 SR-JV80 uitbreidingskaarten uitgebracht door Roland. Negentien zijn verkocht (SR-JV80-01 tot en met SR-JV80-19), en twee zijn als demo weggegeven voor diverse promoties.
Veel van de klanken werden in hogere kwaliteit hergebruikt in de latere Fantom-serie synthesizers.
De geheugenbanken zijn als volgt georganiseerd:
- Presets A, B, C, E - Dit zijn Rolands eigen patches ontwikkeld door klankontwerper Eric Persing.[2] Deze banken bevatten elk 128 patches.
- Preset D - Een General MIDI klankenset.
- Expansion A, B, C - Bevatten elk 256 patches. Dit zijn de vaste ingebouwde Session, Orchestral en Techno uitbreidingskaarten.
- Expansion D, E - Gereserveerd voor twee SR-JV80-kaarten.
- User - Deze bevat 128 patch- en 32 performancegeheugens.
- 26 drumkits

Een SmartMedia-kaart breidt het gebruikersgeheugen uit, maar het is niet direct toegankelijk zoals de oudere Roland ROM/RAM-kaarten (voor de Roland JV-serie en de JD-800). Er moet handmatig een SVD-bestand vanaf de kaart naar het interne geheugen worden gekopieerd om deze klanken te gebruiken. Deze oudere SmartMedia-kaarten van 5 volt zijn schaars geworden omdat alle moderne SmartMedia-kaarten zijn overgestapt naar 3,3 volt.

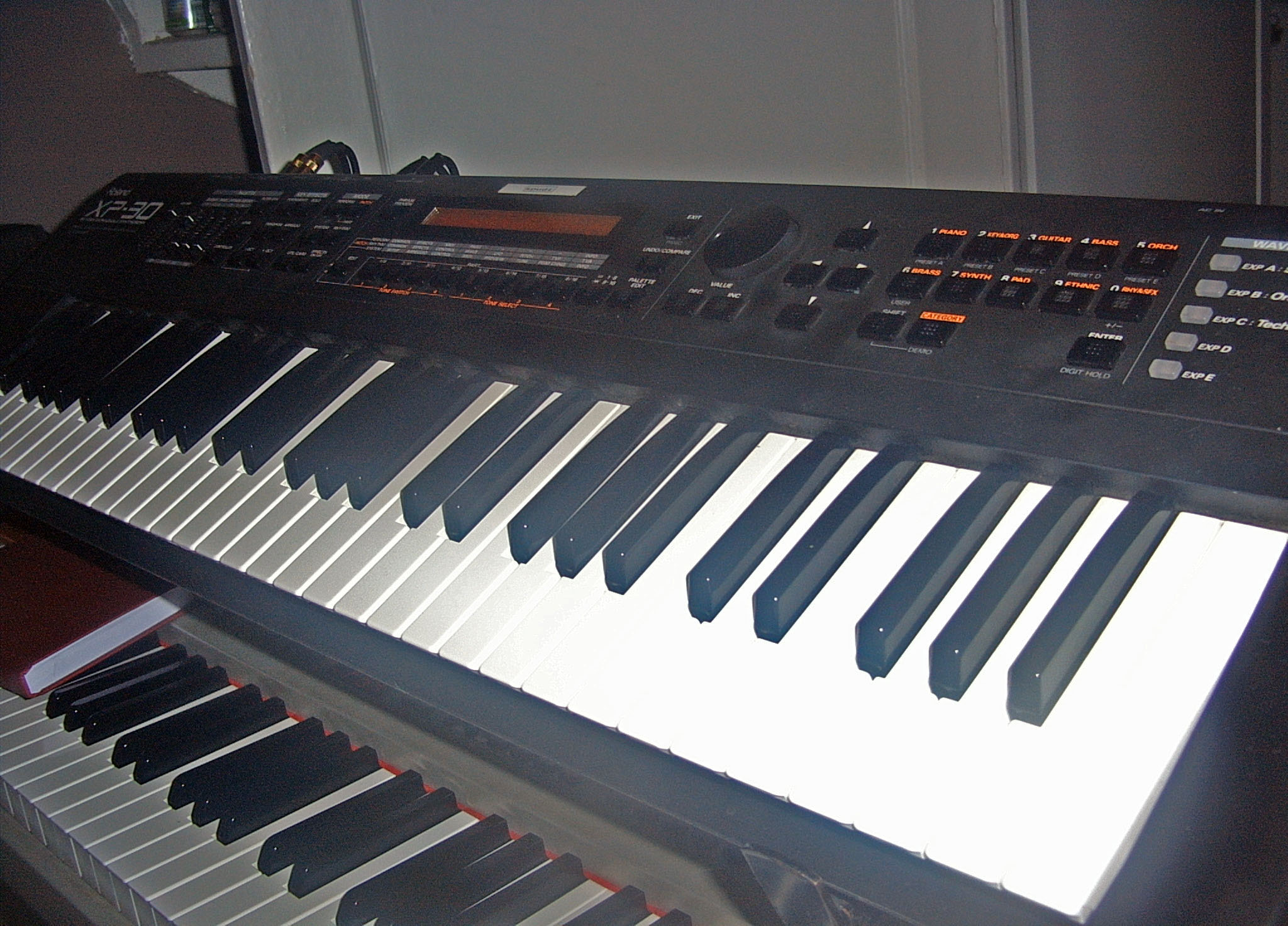
Roland XP-30 synthesizer

### Geluidsstructuur
De kleinste vorm van geluid heet een tone. Een maximum van 4 tones vormt een patch, en 16 patches kunnen gebruikt worden om een performance samen te stellen.
De klankstructuur van de XP-30 lijkt het meest op de Roland JV-2080 geluidsmodule vanwege de identieke geheugenbanken. De JV-2080 kreeg echter drie multi-effect-processors en acht sleuven voor SR-JV80 uitbreidingskaarten. Elk van de maximaal 2078 klanken in de XP-30 kan direct worden gekozen via een numeriek gedeelte of via een categorie. Roland verving de oudere 8×8 bankselectie voor decimale nummering, iets wat Korg een decennium eerder deed met de M1. De meeste parameters kunnen direct worden gewijzigd met de vier schuifknoppen, zoals cut-off, resonantie, en andere envelope-parameters. Effect- en arpeggiatorpatronen kunnen eveneens direct worden aangepast.
De XP-30 heeft drie onafhankelijke effectprocessors: Reverb, Chorus, en een Multi-Effect-processor met 40 aan te passen effect-algoritmes.

### Computerinterface
De XP-30 werd gebundeld met de software Sound Diver van Emagic. Dit is een bewerkingsprogramma waarmee parameters van de XP-30 op het computerscherm zichtbaar zijn en aangepast kunnen worden. Een computer kan via een MIDI-interface aangesloten worden, of direct via de To Host-poort. Dit is een seriële poort aan de achterkant van de XP-30 die een speciale kabel vereist. Het aantal aan te passen parameters is zeer groot. Zelfs nadat Emagic overgenomen werd door Apple (wat essentieel Logic en Garageband werd), is Sound Diver nog steeds beschikbaar als gratis download.

### Sequencer
De XP-30 heeft geen ingebouwde sequencer, wat het een pure synthesizer maakt en geen workstation, zoals de oudere XP-50, XP-60 en XP-80. Vandaag de dag kan dit nauwelijks een nadeel genoemd worden omdat veel muziekproductie op computers en gespecialiseerde apparatuur plaatsvindt. Zo ontbreekt eveneens in de Roland Jupiter-80 uit 2011 een ingebouwde sequencer, en dit instrument maakt gebruik van de meegeleverde Cakewalk-software voor deze taak.

## XP-serie
De familie van XP-synthesizers startte met de XP-10 in 1994 en XP-50 in 1995. Later in 1996 kwamen hier de XP-80 en XP-60 bij. Ten slotte kwam de XP-30 uit in 1999.